# Eisner Award para Best Single Issue or One-Shot
O Eisner Award para Best Single Issue or One-Shot (em português, Melhor Edição ou Especial ou Melhor Edição Única) é uma das categorias do Will Eisner Comic Industry Award, popularmente conhecido como Eisner Awards. A cerimônia foi estabelecida em 1988 e desde então é realizada durante a convenção "Comic-Con", que ocorre anualmente em San Diego, Califórnia.
A categoria é uma das dez presentes na premiação desde a sua primeira edição, embora inicialmente tenha sido adotado o nome apenas de "Best Single Issue". O primeiro prêmio foi atribuído em 1988 à edição especial Gumby Summer Fun Special, produzida por Bob Burden e Art Adams. Desde então, 21 séries foram premiadas pela organização, sendo Astro City a revista mais bem-sucedida, com quatro indicações, em 1996, 1997, 1998 e 2015, com as três primeiras resultando em vitórias; seguida de Batman Adventures, cujas duas indicações em 1994 e 1995 resultaram em vitórias, e Beasts of Burden, indicada em 2015 e 2017, e também vencedora em ambas as oportunidades.

## Histórico
Entre 1985 e 1987, a editora Fantagraphics Books promoveu o Kirby Awards, uma premiação dedicada à indústria dos quadrinhos e com os vencedores recebendo seus prêmios sempre com a presença do artista Jack Kirby. As edições do Kirby Awards eram organizadas por Dave Olbrich, um funcionário da editora. Em 1987, com a saída de Olbrich, a Fantagraphics decidiu encerrar o Kirby Awards e instituiu o Harvey Awards, cujo nome é uma homenagem à Harvey Kurtzman. Olbrich, por sua vez, fundou no mesmo ano o "Will Eisner Comic Industry Award".
Em 1988, a primeira edição do prêmio foi realizada, no mesmo modelo até hoje adotado: Um grupo de cinco membros reúne-se, discute os trabalhos realizados no ano anterior, e estabelece as indicações para cada uma das categorias, que são então votadas por determinado número de profissionais dos quadrinhos e os ganhadores são anunciados durante a edição daquele ano da San Diego Comic-Con International, uma convenção de quadrinhos realizada em San Diego, Califórnia. Por dois anos o próprio Olbrich organizou a premiação até que, ao ver-se incapaz de reunir os fundos necessários para realizar a edição de 1990 - que acabou não ocorrendo - ele decidiu transferir a responsabilidade para a própria Comic-Con, que desde 1990 emprega Jackie Estrada para organizá-lo. A premiação costumeiramente ocorre às quintas-feiras à noite, durante a convenção, sendo sucedida na sexta-feira pelos Inkpot Awards.
Embora inicialmente tenha sido adotado o nome apenas de "Best Single Issue", a categoria já foi renomeada para "Best Single Issue or Story" em 1991 e 1992, passando a contemplar histórias completas. Em 1993, foi novamente renomeada, para "Best Single Issue (Self-Contained Story)" e retornando ao nome original em 1994. A edição de 2003 marcou a adoção do nome atual e a edição seguinte registrou o único empate da história da categoria. Em 2009, os juízes da premiação informaram que decidiram eliminar a categoria ao revelar as indicações - mas no ano seguinte essa decisão seria revertida, e a categoria restabelecida.

## Vencedores
| Ano  | Série                                                        | Autor (es)                                       | Editora                  | Indicados | Nota                 |
| ---- | ------------------------------------------------------------ | ------------------------------------------------ | ------------------------ | --- | -------------------- |

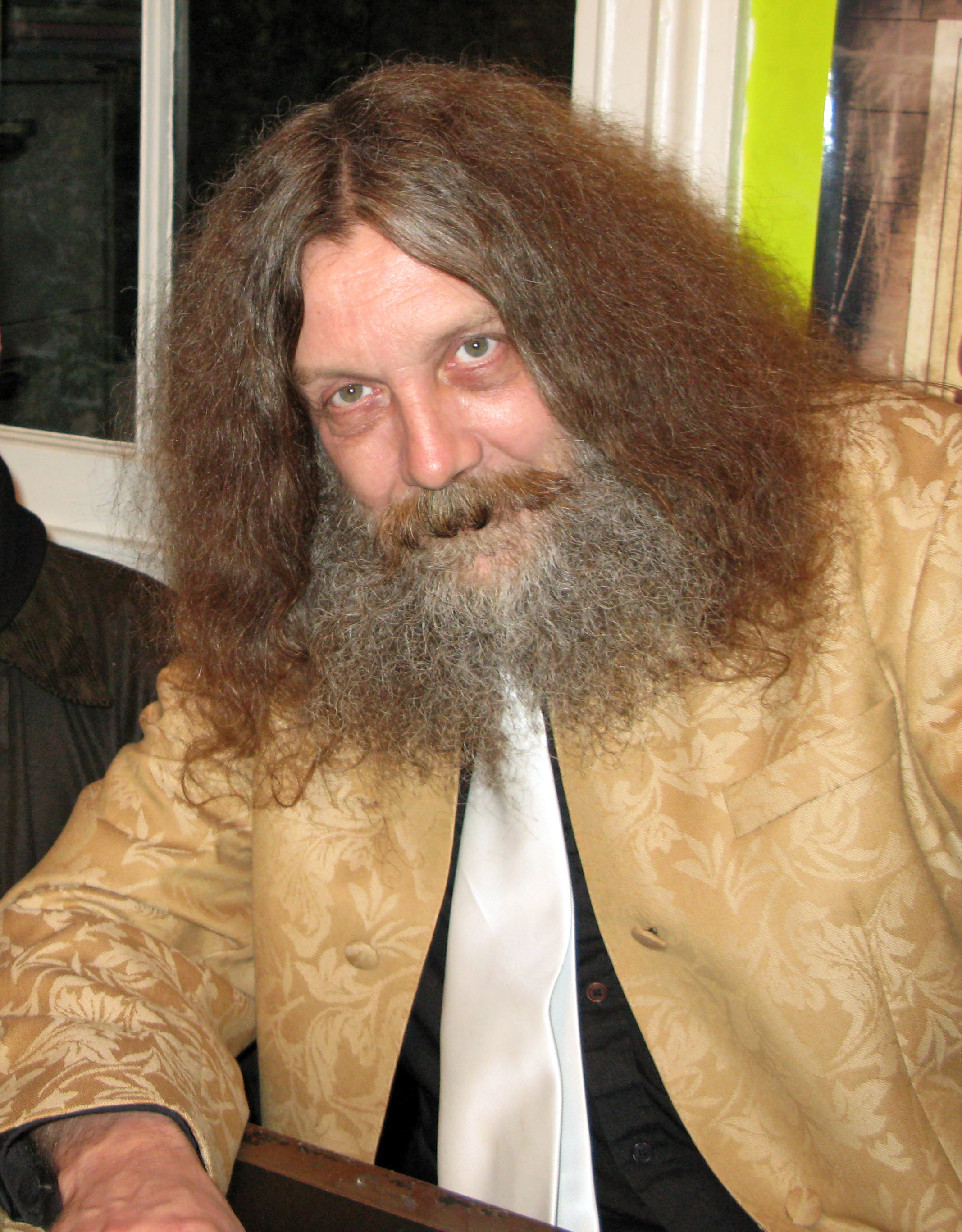
Alan Moore, autor de seis obras indicadas à categoria: Batman: The Killing Joke em 1989, From Hell: Dance of the Gull Catchers em 1999, How Tom Strong Got Started (Tom Strong #1) e Misty Magicland (Promethea #3) em 2000, Sex, Stars, and Serpents (Promethea #10) em 2001 e Wrap Party (Promethea #32) em 2006. É o autor com o maior número de indicações, mas só obteve vitórias em 2000 e 2001.

Capa de Steve Rude para Nexus: The Origin, obra vencedora em 1993.

A 5ª edição da série Solo, obra vencedora em 2006.

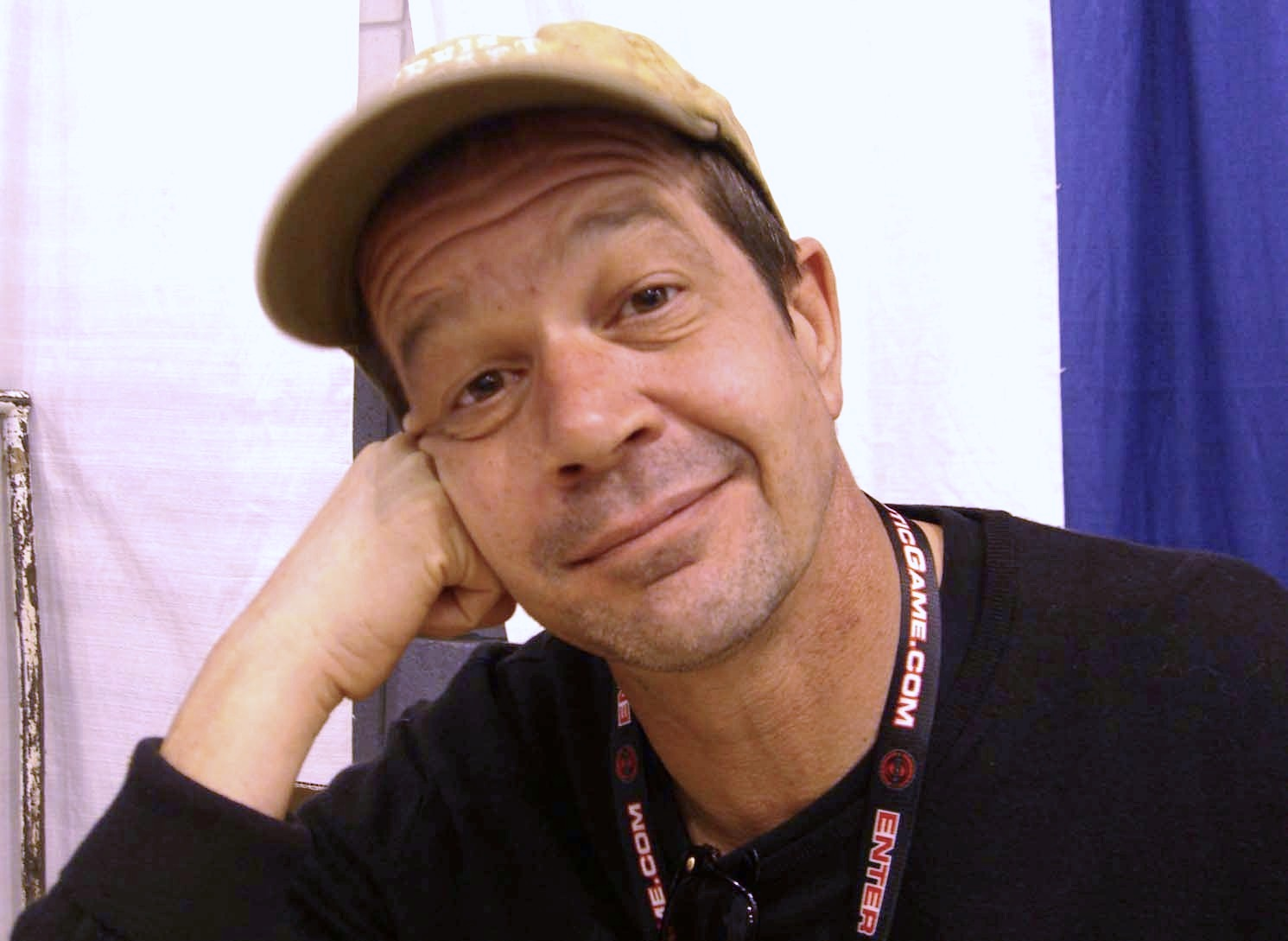
O artista Darwyn Cooke foi o responsável por Solo #5. Em 2007, outra obra sua, uma história do personagem The Spirit ao lado do roteirista Jeph Loeb, também venceria a categoria.

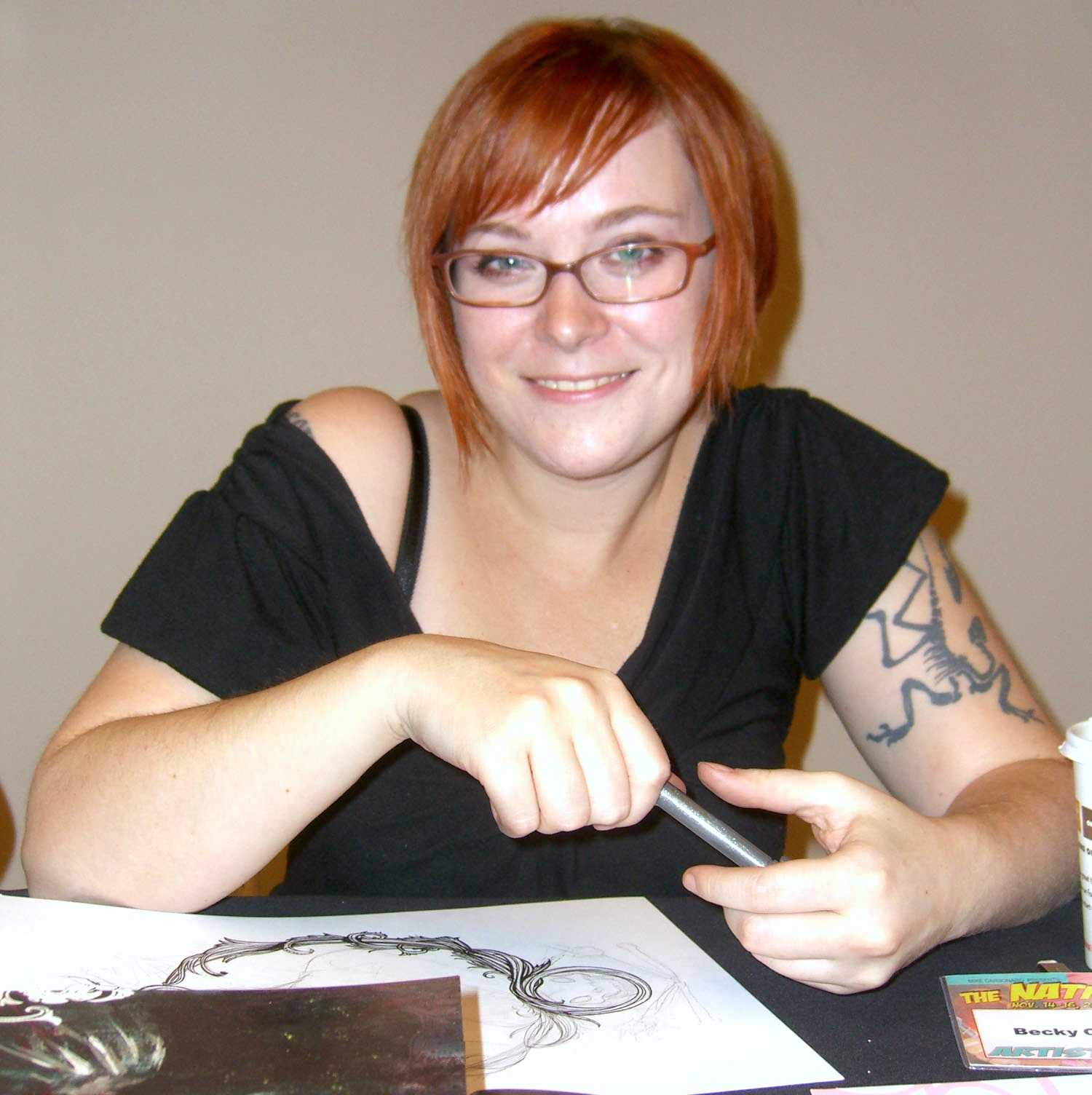
A desenhista e roteirista Becky Cloonan é a autora de The Mire, obra vencedora em 2013.

| 1988 | Gumby Summer Fun Special #1                                  | Bob Burden Art Adams                             | Comico                   | - Concrete #5, por Paul Chadwick (Dark Horse) - Eddy Current #1, por Ted McKeever (Mad Dog Graphics) - Grendel #12, por Matt Wagner, Arnold Pander, Jacob Pander e Jay Geldof (Comico) - Justice League International #1, por Keith Giffen, J. M. DeMatteis, Kevin Maguire e Terry Austin (DC) - Zot! #14, por Scott McCloud (Eclipse) | [ 4 ]                |
| 1989 | Kings In Disguise #1                                         | James Vance Dan Burr                             | Kitchen Sink             | - Animal Man #5, por Grant Morrison, Chas Truog e Doug Hazlewood (DC) - Batman: The Killing Joke, por Alan Moore e Brian Bolland (DC) - Swamp Thing #75, por Rick Veitch (DC) - Twist #2, coletânea por vários autores (Kitchen Sink) | [ 16 ]               |
| 1991 | Concrete Celebrates Earth Day                                | Paul Chadwick Charles Vess Jean "Moebius" Giraud | Dark Horse               | - Blab #5, por Monte Beauchamp (Kitchen Sink) - Marshall Law: Kingdom of the Blind, por Pat Mills e Kevin O'Neill (Apocalypse) - Zot! #33, por Scott McCloud (Eclipse) | [ 8 ]                |
| 1992 | Sandman #22-28                                               | Neil Gaiman                                      | DC                       | - American Splendor #16, por Harvey Pekar (Tundra) - Dark Horse Presents Sin City, por Frank Miller (Dark Horse) - Groo the Wanderer #78, por Mark Evanier e Sergio Aragones (Marvel/Epic) - Swamp Thing #113, por Nancy Collins, Tom Yeates e Shepherd Hendrix (DC) | [ 9 ]                |
| 1993 | Nexus: The Origin                                            | Mike Baron Steve Rude                            | Dark Horse               | - Bloodlines: A Tale from the Heart of Africa, por Cindy Goff, Rafael Nieves e Seitu Hayden (Epic) - Hellblazer #56: "Diary of Danny Drake" , por Garth Ennis e David Lloyd (DC) - Peep Show #1, por Joe Matt (Drawn & Quarterly) - Sandman #40: "The Parliament of Rooks", por Neil Gaiman e Jill Thompson (DC) - Sandman #39: "Soft Places", por Neil Gaiman e John Watkiss (DC)                                                                | [ 10 ]               |
| 1994 | Batman Adventures: Mad Love                                  | Paul Dini Bruce Timm                             | DC                       | - Spawn #10 "Crossing Over", por Dave Sim e Todd McFarlane (Image) - Groo #100 "A Little Knowledge", por Mark Evanier e Sergio Aragones (Marvel) - Marvels #2 "Monsters", por Kurt Busiek e Alex Ross (Marvel) - Sandman #50 "Ramadan", por Neil Gaiman e P. Craig Russell (DC/Vertigo) | [ 11 ]               |
| 1995 | Batman Adventures Holiday Special                            | Paul Dini Bruce Timm                             | DC                       | - The Acme Novelty Library #1, por Chris Ware (Fantagraphics) - Bone #16: "Eyes of the Storm", por Jeff Smith (Cartoon Books) - The Dance of Lifey Death, por Eddie Campbell (Dark Horse) - Sandman Mystery Theatre Annual #1, por Matt Wagner, Steven Seagle, e vários artistas (DC/Vertigo) | [ 17 ]               |
| 1996 | Kurt Busiek's Astro City #4: "Safeguards"                    | Kurt Busiek Brent Anderson                       | Image Comics             | - The Acme Novelty Library #4, por Chris Ware (Fantagraphics) - Bacchus Color Special, por Eddie Campbell e Teddy Kristiansen (Dark Horse) - Eightball #16, por Dan Clowes (Fantagraphics) - Stray Bullets #3: "The Party", por David Lapham (El Capitan) | [ 18 ]               |
| 1997 | Kurt Busiek's Astro City, vol. 2 #1: "Welcome to Astro City" | Kurt Busiek Brent Anderson                       | Image Comics             | - Giant THB Parade, por Paul Pope (Horse Press) - Kane #13: "Point of View", por Paul Grist (Dancing Elephant Press) - Elric #0: "One Life Furnished in Early Moorcock", por Neil Gaiman, com adaptação de P. Craig Russell (Topps) - Optic Nerve #3, por Adrian Tomine (Drawn & Quarterly) - Sandman #75: "The Tempest", por Neil Gaiman e Charles Vess (DC/Vertigo) - Stray Bullets #10: "Here Comes the Circus", por David Lapham (El Capitan) | [ 19 ]               |
| 1998 | Kurt Busiek's Astro City vol. 2 #10: "Show `Em All"          | Kurt Busiek Brent Anderson                       | Image Comics             | - Batgirl Adventures #1, por Paul Dini e Rick Burchett (DC) - The Dreaming #15: "Day's Work, Night's Rest", por Jeff Nicholson (DC/Vertigo) - Sof' Boy and Friends #1, por Archer Prewitt (Drawn & Quarterly) - Superman Adventures #3: "Distant Thunder", por Scott McCloud, Rick Burchett e Terry Austin (DC) | [ 20 ]               |
| 1999 | Hitman #34: "Of Thee I Sing"                                 | Garth Ennis John McCrea Garry Leach              | DC                       | - The Clowns (I Pagliacci), por P. Craig Russell e Galen Showman (Dark Horse) - Empty Love Stories, por Steve Darnall e vários artistas (Funny Valentine) - From Hell: Dance of the Gull Catchers, por Alan Moore e Eddie Campbell (Kitchen Sink) - Kane #22: "Fwankie's Big Night Out" por Paul Grist (Dancing Elephant) | [ 21 ]               |
| 2000 | Tom Strong #1: "How Tom Strong Got Started"                  | Alan Moore Chris Sprouse Al Gordon               | DC/America's Best Comics | - I Die at Midnight, por Kyle Baker (DC/Vertigo) - Promethea #3: "Misty Magicland", por Alan Moore, J. H. Williams III e Mick Gray (ABC) - Stray Bullets #19: "Live Nude Girls!", por David Lapham (El Capitán) - Transmetropolitan #27: "Monstering", por Warren Ellis, Darick Robertson e Rodney Ramos (DC/Vertigo) | [ 22 ]               |
| 2001 | Promethea #10: "Sex, Stars, and Serpents"                    | Alan Moore J. H. Williams III Mick Gray          | DC/America's Best Comics | - Finder #19: "Talisman", por Carla Speed McNeil (Lightspeed Press) - Hey Mister: The Trouble with Jesus, por Pete Sickman-Garner (Top Shelf) - Lucifer #4: "Born with the Dead", por Mike Carey, Warren Pleece e Dean Ormston (Vertigo/DC) - Paul in the Country, por Michel Rabagliati (Drawn & Quarterly) - Sock Monkey, vol. 3 #2, por Tony Millionaire (Dark Horse/Maverick)                                                                 | [ 23 ]               |
| 2002 | Eightball #22                                                | Dan Clowes                                       | Fantagraphics            | - The Fall, por Ed Brubaker e Jason Lutes (Drawn & Quarterly) - Finder #22: "Fight Scene" por Carla Speed McNeil (Lightspeed) - 100 Bullets #27: "Idol Chatter", por Brian Azzarello e Eduardo Risso (DC/Vertigo) - Optic Nerve #8: "Bomb Scare", por Adrian Tomine (Drawn & Quarterly) | [ 24 ]               |
| 2003 | The Stuff of Dreams                                          | Kim Deitch                                       | Fantagraphics            | - The Castaways, por Rob Vollmar e Pablo Callejo (Absence of Ink) - Fleep, por Jason Shiga (Sparkplug) - My Friend Dahmer, por Derf (Derfcity Comics) - My Uncle Jeff, por Damon Hurd e Pedro Camello (Origin) | [ 25 ] [ 26 ]        |
| 2004 | Conan: The Legend #0                                         | Kurt Busiek Cary Nord                            | Dark Horse               | - Finder #30: "Beware of Dog", por Carla Speed McNeil (Lightspeed Press) - Giant THB v.2 #1, por Paul Pope (Horse Press) - Global Frequency #5: "Big Sky", por Warren Ellis e Jon J. Muth (WildStorm/DC) - Usagi Yojimbo #65: "Usagi and the Tengu", por Stan Sakai (Dark Horse) | [ 27 ] [ 28 ]        |
| 2004 | The Goon #1                                                  | Eric Powell                                      | Dark Horse               | - Finder #30: "Beware of Dog", por Carla Speed McNeil (Lightspeed Press) - Giant THB v.2 #1, por Paul Pope (Horse Press) - Global Frequency #5: "Big Sky", por Warren Ellis e Jon J. Muth (WildStorm/DC) - Usagi Yojimbo #65: "Usagi and the Tengu", por Stan Sakai (Dark Horse) | [ 27 ] [ 28 ]        |
| 2005 | Eightball #23: "The Death Ray"                               | Dan Clowes                                       | Fantagraphics            | - Demo #7: "One Shot, Don't Miss", por Brian Wood e Becky Cloonan (AiT/PlanetLar) - Ex Machina #1: "The Pilot", por Brian K. Vaughan, Tony Harris e Tom Feister (WildStorm/DC) - Global Frequency #12: "Harpoon", por Warren Ellis e Gene Ha (WildStorm/DC) - The Goon #6: "Ilagarto Hombre!", por by Eric Powell (Dark Horse) | [ 29 ] [ 30 ]        |
| 2006 | Solo #5                                                      | Darwyn Cooke                                     | DC                       | - The Bakers, por Kyle Baker (Kyle Baker Publishing) - Ex Machina #11: "Fortune Favors", por Brian K. Vaughan, Tony Harris e Tom Feister (WildStorm/DC) - The Innocents, por Gipi (Fantagraphics/Coconino Press) - Promethea #32: "Wrap Party", por Alan Moore e J. H. Williams III (ABC) | [ 31 ]               |
| 2007 | Batman/The Spirit #1: "Crime Convention"                     | Jeph Loeb Darwyn Cooke                           | DC                       | - A Late Freeze, por Danica Novgorodoff (Danica Novgorodoff) - The Preposterous Adventures of Ironhide Tom, por Joel Priddy (AdHouse) - Skyscrapers of the Midwest #3, por Joshua Cotter (AdHouse) - Found the Car, por Gipi (Fantagraphics) | [ 32 ]               |
| 2008 | Justice League of America #11: "Walls"                       | Brad Meltzer Gene Ha                             | DC                       | - Amelia Rules! #18: "Things I Cannot Change", por Jimmy Gownley (Renaissance) - Delilah Dirk and the Treasure of Constantinople, por Tony Cliff (publicação independente) - Johnny Hiro #1, por Fred Chao (AdHouse) - Sensational Spider-Man Annual: "To Have or to Hold", por Matt Fraction e Salvador Larroca (Marvel) | [ 33 ]               |
| 2010 | Captain America #601: "Red, White, and Blue-Blood"           | Ed Brubaker Gene Colan                           | Marvel                   | - Brave & the Bold #28: "Blackhawk and the Flash: Firing Line", por J. Michael Straczynski e Jesus Saiz (DC) - Ganges #3, por Kevin Huizenga (Fantagraphics) - The Unwritten #5: "How the Whale Became", por Mike Carey e Peter Gross (Vertigo/DC) - Usagi Yojimbo #123: "The Death of Lord Hikiji", por Stan Sakai (Dark Horse) | [ 34 ]               |
| 2011 | Hellboy: Double Feature of Evil                              | Mike Mignola Richard Corben                      | Dark Horse               | - The Cape, por Joe Hill, Jason Ciaramella e Zack Howard (IDW) - Fables #100, por Bill Willingham, Mark Buckingham, e vários artistas (Vertigo/DC) - Locke & Key: Keys to the Kingdom #1: Sparrow, por Joe Hill e Gabriel Rodriguez (IDW) - Unknown Soldier #21: A Gun in Africa, por Joshua Dysart e Rick Veitch (Vertigo/DC) | [ 35 ]               |
| 2012 | Daredevil #7                                                 | Mark Waid Paolo Rivera                           | Dark Horse               | - Ganges #4, por Kevin Huizenga (Fantagraphics) - Locke & Key: Guide to the Known Keys, por Joe Hill e Gabriel Rodriguez (IDW) - Princeless #3, por Jeremy Whitley e M. Goodwin (Action Lab) - The Unwritten #24: Stairway to Heaven, por Mike Carey, Peter Gross e Al Davison (Vertigo/DC) | [ 36 ]               |
| 2013 | The Mire                                                     | Becky Cloonan                                    | Publicação independente  | - Lose #4: The Fashion Issue, por Michael DeForge (Koyama Press) - Pope Hats #3, por Ethan Rilly (AdHouse Books) - Post York #1, por James Romberger e Crosby (Uncivilized Books) - Tales Designed to Thrizzle #8, por Michael Kupperman (Fantagraphics) | [ 1 ]                |
| 2014 | Hawkeye #11: "Pizza Is My Business"                          | Matt Fraction David Aja                          | Marvel                   | - Demeter, por Becky Cloonan (publicação independente) - Love and Rockets: New Stories #6, por Gilbert Hernandez e Jaime Hernandez (Fantagraphics) - Viewotron #2, por Sam Sharpe (publicação independente) - Watson and Holmes #6, por Brandon Easton e N. Steven Harris (New Paradigm Studios) | [ 2 ] [ 37 ]         |
| 2015 | Beasts of Burden: Hunters and Gatherers                      | Evan Dorkin Jill Thompson                        | Dark Horse               | - Astro City #16: "Wish I May", por Kurt Busiek e Brent Anderson (Vertigo/DC) - Madman in Your Face 3D Special por Mike Allred (Image) - Marvel 75th Anniversary Celebration #1 (Marvel) - The Multiversity: Pax Americana #1, por Grant Morrison e Frank Quitely (DC) | [ 38 ] [ 39 ]        |
| 2016 | Silver Surfer #11: "Never After"                             | Dan Slott Michael Allred                         | Marvel                   | - A Blanket of Butterflies, de Richard Van Camp e Scott B. Henderson (HighWater Press) - I Love This Part, de Tillie Walden (Avery Hill) - Mowgli's Mirror, de Olivier Schrauwen (Retrofit/Big Planet) - Pope Hats #4, de Ethan Rilly (AdHouse) | [ 40 ]               |
| 2017 | Beasts of Burden: What the Cat Dragged In                    | Evan Dorkin Sarah Dyer Jill Thompson             | Dark Horse               | - Babybel Wax Bodysuit, de Eric Kostiuk Williams (Retrofit/Big Planet) - Blammo #9, de Noah Van Sciver (Kilgore Books) - Criminal 10th Anniversary Special, de Ed Brubaker e Sean Phillips (Image) - Sir Alfred #3, de Tim Hensley (Pigeon Press) - Your Black Friend, de Ben Passmore (Silver Sprocket) | [ 41 ]               |
| 2018 | Hellboy: Krampusnacht                                        | Mike Mignola Adam Hughes                         | Dark Horse               | - Barbara, de Nicole Miles (ShortBox) - Pope Hats #5, de Ethan Rilly (AdHouse Books) - The Spotted Stone, de Rick Veitch (Sun Comics) - What Is Left, de Rosemary Valero-O’Connell (ShortBox) | [ 42 ] [ 43 ] [ 44 ] |
| 2019 | Peter Parker: The Spectacular Spider-Man #310                | Chip Zdarsky                                     | Marvel                   | - Beneath the Dead Oak Tree, de Emily Carroll (ShortBox) - Black Hammer: Cthu-Louise, de Jeff Lemire e Emi Lenox (Dark Horse) - No Better Words, de Carolyn Nowak (Silver Sprocket) - The Terrible Elisabeth Dumn Against the Devils In Suits, de Arabson Assis, traduzido por James Robinson (IHQ Studio/Image) | [ 45 ] [ 46 ]        |
| 2020 | Our Favorite Thing Is My Favorite Thing Is Monsters          | Emil Ferris                                      | Fantagraphics            | - Coin-Op No. 8: Infatuation, de Peter e Maria Hoey (Coin-Op Books) - The Freak, de Matt Lesniewski (AdHouse) - Minotäar, de Lissa Treiman (Shortbox) - Sobek, de James Stokoe (Shortbox) | [ 47 ]               |